# خافيير روبلس
خافيير روبلس (بالإسبانية: Javier Robles)‏ (18 يناير 1985 في الأرجنتين - ) هو لاعب كرة قدم أرجنتيني في مركز الوسط. لعب مع أوليمبو وسارمينتو دي ريسيستينثيا وسان خوسيه إيرثكويكس وسانتياغو واندررز وفيليز سارسفيلد ونادي ديبورتيفو سان خوسي ونادي ألميرانته براون وديبورتيفو كوينكا وGimnasia y Esgrima de Concepción del Uruguay ‏ ونادي إيراكليس.

## وصلات خارجية
- خافيير روبلس على موقع الدوري الأمريكي (الإنجليزية)
- خافيير روبلس على موقع إي إس بي إن إف سي (الإنجليزية)
- خافيير روبلس على موقع قاعدة بيانات كرة القدم.إي يو (الإنجليزية)
- خافيير روبلس على موقع Soccerway.com (الإنجليزية)
- خافيير روبلس على موقع AS.com (الإسبانية)